# Alfonse D'Amato

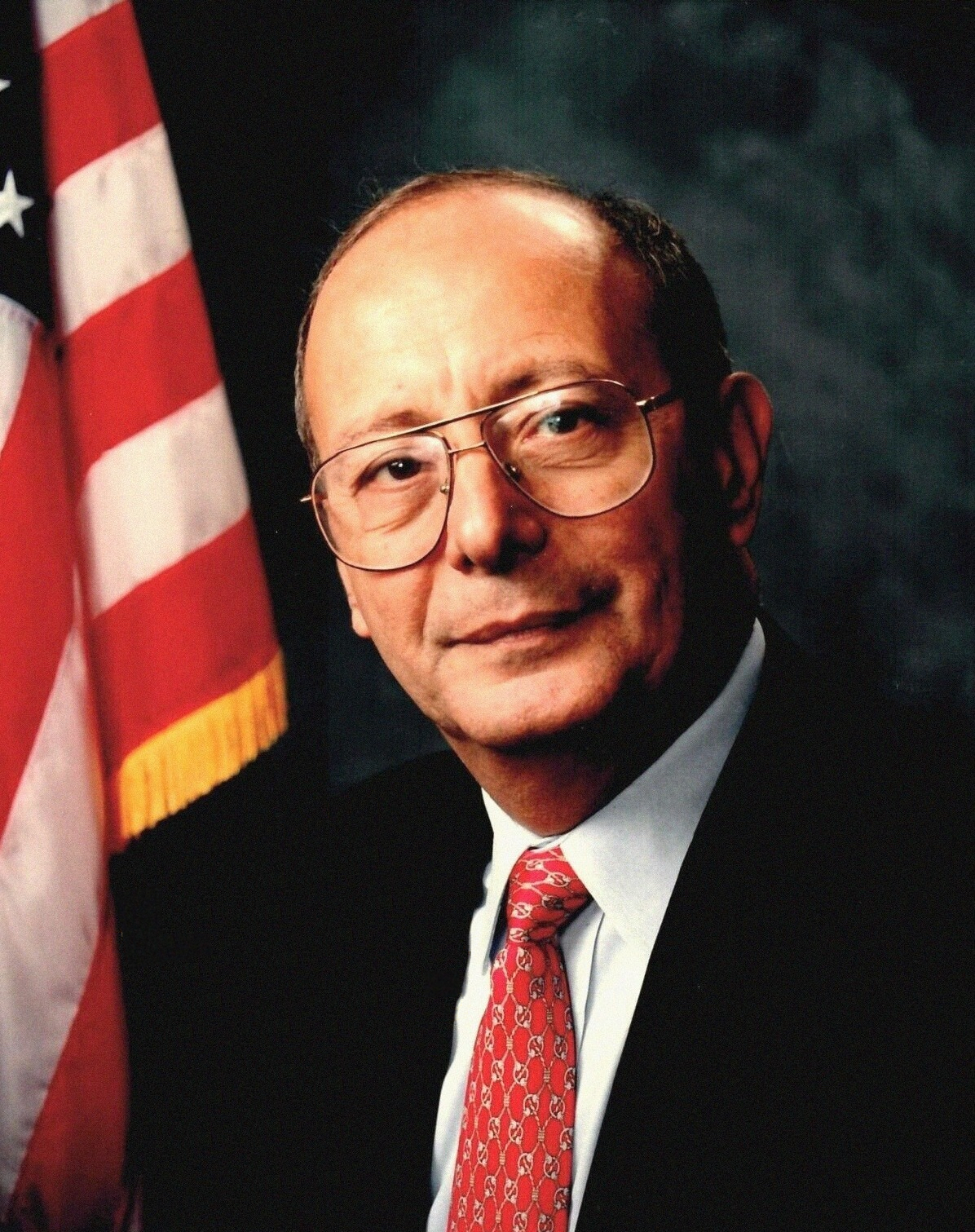
Alfonse D´Amato em foto oficial

Alfonse Marcello "Al" D'Amato (nascido em 1 de agosto de 1937) é um advogado e ex-político americano, natural de Nova Iorque.